# Laghi di Peyrefique
I laghi di Peyrefique (Peirafica in italiano) sono due laghi alpini situati nell'alta valle Roya (Departement des Alpes Maritimes, Francia), nelle Alpi Marittime.
Il primo si trova alla quota di m 2332, mentre il secondo si trova ad una quota leggermente più elevata (m 2358).

## Toponimo
Il toponimo deriverebbe dal provenzale peiro fica, con il significato di "pietra piantata", riferito verosimilmente ai Torrioni Saragat e ad altre formazioni rocciose presenti soprattutto a nordovest degli specchi d'acqua.

## Descrizione
Gli specchi d'acqua hanno dimensioni medie: il lago inferiore, curiosamente a forma di cuore, ha larghezza massima di 100 m circa e lunghezza massima di 130 m circa; il lago superiore ha forma allungata, con lunghezza massima di 300 m circa per una larghezza massima di 160 m  circa.  Entrambi sono adagiati sotto il versante sudovest della Rocca dell'Abisso, tra estese pietraie, sullo sfondo del monte Bego, cima sacra alla preistoria per la presenza nei valloni circostanti di numerose incisioni rupestri preistoriche, situate in un'area nota come Valle delle Meraviglie.
I laghi sono compresi nel territorio del Parc National du Mercantour.

## Accesso
I laghi di Peyrefique si possono ad esempio raggiungere partendo dal bivio Valmasque-Giaura (m 1915) nei pressi del colle di Tenda, superando un dislivello di circa 670 m, per una distanza di circa 16 km ritorno compreso (tempo di salita 3 ore 30 min), seguendo un sentiero segnato di difficoltà tipicamente escursionistica.

## Cartografia
- IGC, carta n.8, 1:50000, Alpi Marittime e Liguri
- IGC, carta n.114, 1:25000, Limone Piemonte, Vallée des Merveilles, Saint Dalmas de Tende